# Verfassung von Vermont

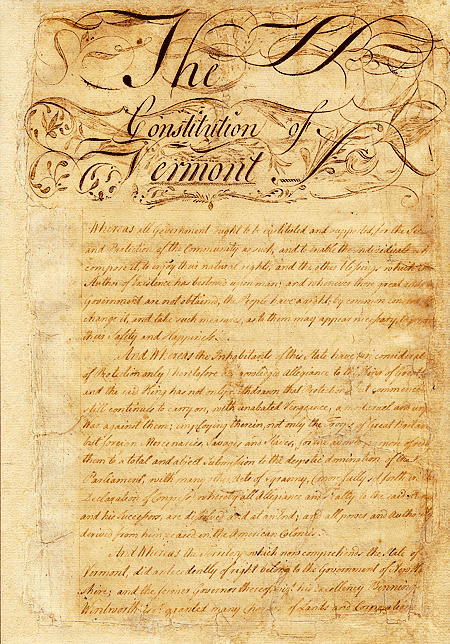
Vellum-Manuskript der Verfassung von Vermont von 1777. Die Verfassung wurde 1786 geändert und im Jahre 1793 ersetzt durch die Aufnahme Vermonts in die föderale Union im Jahr 1791.

Die Verfassung von Vermont ist die rechtliche Grundlage des Bundesstaates Vermont. Sie wurde im Jahr 1793 nach der Aufnahme Vermonts in die Union im Jahr 1791 angenommen. Sie basiert größtenteils auf der Verfassung der Vermont Republic, welche in Windsor im Jahr 1777 ratifiziert und im Jahr 1786 überarbeitet wurde. Mit nur 8295 Wörtern ist sie die kürzeste Verfassung eines Bundesstaates.
Der Vorläufer des Bundesstaates Vermont vor 1791 war die Vermont Republic, ein unabhängiger Staat mit eigener Verfassung. Als diese im Jahr 1777 verabschiedet wurde, war sie die Verfassung mit den am weitesten reichenden Regelungen bei der Gewährleistung der persönlichen Freiheit und der Rechte des Einzelnen.
Die Erklärung der Rechte der Bewohner des Bundesstaates Vermont in der Verfassung von 1777 war der Bill of Rights der Vereinigten Staaten viele Jahre voraus.
Das erste Kapitel dieses früheren Dokuments, die Erklärung der Rechte der Bewohner des Bundesstaates Vermont, wurde 1777 entworfen und wird von einem Plan or Frame of Government umrissen, der die Struktur der Governance mit Zuständigkeiten zwischen drei einander gleichgestellten Bereichen verteilt: Exekutive, Legislative und Judikative.

## Änderung der Verfassung
Im Kapitel 2, Abschnitt 72 der Verfassung ist das Verfahren geregelt, welches für eine Änderung an der Verfassung notwendig ist. Die Vermont General Assembly, das Zweikammersystem des Bundesstaates, hat das alleinige Vorschlagsrecht für Änderungen an der Verfassung. Die Änderung muss durch den Senat von Vermont in einem off-year auf den Weg gebracht werden. Ein off-year ist ein Wahljahr, welches nicht mit der Wahl des US-Präsidenten zusammenfällt. 
Die Änderung muss im Senat mit einer Zweidrittelmehrheit verabschiedet werden, dann benötigt sie die Mehrheit im Repräsentantenhaus von Vermont. Danach, nachdem neu gewählt wurde und Senat und Repräsentantenhaus neu zusammengesetzt wurden, muss die Änderung eine Mehrheit der Stimmen in jeder Kammer, zuerst im Senat, dann im Repräsentantenhaus, erhalten. Die vorgeschlagene Änderung muss anschließend den Wählern in einem Referendum vorgestellt werden und benötigt die Mehrheit der abgegebenen Stimmen in diesem Referendum.

## 1990er Überarbeitung zur geschlechterneutralen Sprache
In den Jahren 1991 und 1993 genehmigte die General Assembly eine Änderung der Verfassung, die die Richter am Vermont Supreme Court ermächtigte, die Verfassung bezüglich einer geschlechtergerechten Sprache zu überarbeiten. 
Geschlechtsspezifische Begriffe wurden ersetzt. Als Beispiel: men und women wurden durch den Begriff persons ersetzt und der Begriff Freemans Oath wurde durch Voters' Oath ersetzt. Die Überarbeitung wurde durch die Wähler in der Wahl am 8. November 1994 angenommen. Damit ist Vermont eines von sechs Bundesstaaten mit einer Verfassung geschrieben in geschlechterneutraler Sprache.